# Kasteel Beauregard
Kasteel Beauregard, ook Kasteel Koudenhoven genaamd, was een versterkt kasteel in Tongelre dat in de 16e eeuw werd gebouwd door Rutger van Berkel. Het lag aan de huidige Koudenhovense weg, ten oosten van de huidige Koudenhovense Brug over de Dommel. Dit kasteel was de zetel van de Heren en Vrouwen van Tongelre.
Het kasteel is lang in bezit geweest van de familie Van Koudenhoven. Er zijn gegevens bekend over deze familie als heren van Tongelre vanaf 1615.
In 1719 werd Beauregard verkocht aan Jan Karel de Jeger, heer van Eckart. Het kasteel was toen reeds aan het vervallen. Het kasteel werd sindsdien ook wel Kasteel Koudenhoven genoemd. In 1793 stierf de laatste mannelijke eigenaar van het geslacht De Jeger. Zijn vrouw, Maria Thiemck Ram van Schalkwijk, stierf in 1804 op Eckart. In 1800 werd een laatste overblijfsel van het al lang vervallen kasteel Beauregard, het torentje, bij een storm omvergeblazen.
Hoewel het kasteel niet meer bestond, en het feodalisme ondertussen was opgeheven, werd het bijbehorende landgoed echter nog wel overgeërfd. Het heeft nog toebehoord aan Guillaume Ange Rijcksz en zijn vrouw Maria Francisca Clara de Riet. Daarna kwam het aan hun zoon Emmanuel Willem Dominicus Felix Rijcksz.
In 1848 werd het goed verkocht aan Theodorus Godefridus Hubertus Smits van Eckart, die stierf in 1874 en liet het goed na aan zijn beide dochters.

## Heden
Van het kasteel zijn geen zichtbare resten meer te zien. Het kasteelterrein kan nog wel worden herkend aan een rond, enigszins hoger gelegen stuk land waarop het kasteel zal hebben gestaan. Tegenwoordig staat hier een gebouwtje van schuttersgilde Sint-Catharina. In 1936 zijn op dit terrein wel de funderingen gevonden van een rechthoekig gebouw, mogelijk het kasteel Koudenhoven. In de Historische Atlas 1836/1943 wordt een gebouw met de naam Koudenhoven aangegeven, maar dit betreft waarschijnlijk een boerenhoeve naast het voormalige kasteelterrein.
De villawijk Koudenhoven en de Koudenhovenseweg te Tongelre zijn naar het kasteel genoemd, evenals het appartementencomplex Beauregard, eveneens te Tongelre, dat in 1999 werd geopend.